# Puig de Lliberi
El Puig de Lliberi és una muntanya de 698,6 m alt del terme comunal de Vallestàvia, de la comarca del Conflent, a la Catalunya del Nord. És a prop a l'est del poble de Vallestàvia, concretament damunt del veïnat de la Farga.